# 860
Раннє Середньовіччя •  Епоха вікінгів •  Золота доба ісламу •  Реконкіста

## Геополітична ситуація
У Східній Римській імперії триває правління Михаїла III. Володіння Каролінгів розділені на п'ять королівств: Західно-Франкське королівство, Східно-франкське королівство, Лотарингію, Італію та Прованс. Північ Італії належить Італійському королівству, Рим і Равенна під управлінням Папи Римського, герцогства на південь від Римської області незалежні, деякі області на півночі та на півдні належать Візантії. Піренейський півострів, окрім Королівства Астурія та Іспанської марки, займає Кордовський емірат. Вессекс підпорядкував собі більшу частину Англії, почалося вторгнення данів. Існують слов'янські держави: Перше Болгарське царство, Велика Моравія, Блатенське князівство.
Аббасидський халіфат очолив аль-Мутаваккіль. У Китаї править династія Тан. Значними державами Індії є Пала, Пратіхара, Чола. В Японії триває період Хей'ан. Хозарський каганат підпорядкував собі кочові народи на великій степовій території між Азовським морем та Аралом. Територію на північ від Китаю захопили єнісейські киргизи.
На території лісостепової України в IX столітті літописці згадують слов'янські племена білих хорватів, бужан, волинян, деревлян, дулібів, полян, сіверян, тиверців, уличів. У Північному Причорномор'ї співіснують різні кочові племена, зокрема булгари, хозари, алани, тюрки, угри, кримські готи. Херсонес Таврійський належить Візантії. Аскольд і Дір, можливо, вже правлять у Києві.

## Події
- 15 січня Карл Лисий, зібравши війська в Бургундії, прогнав Людовика II Німецького із Західного Франкського королівства.
- Вікінги розграбували абатство в Сен-Валері-сюр-Соммі та Ам'єн. Інший загін вікінгів проник у Середземне море й почав чинити напади на прибережні міста Аль-Андалусу.
- Астурійці завдали поразки маврам біля гори Латурсе.
- За твердженням Повѣсті временныхъ лѣт̑, цього року на Новгородську землю прийшли з-за моря варяги, та наклали данину на місцеві племена чуді, словен та мерян
- Почав роботу університет Аль-Карауїн, найстаріший у світі навчальний заклад, що діє донині.
- Китай очолив І-цзун. Переслідування буддизму припинилися.
- 18—25 червня Аскольд очолив перший документований похід русів на Константинополь.
- Прийняття частиною русів християнства, зокрема князем Аскольдом[1].
- Королем Вессексу став Етельберт.
- Гаральд I Норвезький, майбутній король Норвегії, успадкував невелике королівство Вестфольд.
- Король Західного Франкського королівства Карл Лисий заплатив вікінгам на Соммі 3000 ліврів за те, щоб вони побили вікінгів на Сені, але вони, взявши заручників, втекли в Англію.
- Інша ватага вікінгів напала з Середземного моря. Вони піднялися Роною до В'єнна, але, зустрівши опір, повернулися в море й напали на італійське місто Пізу.
- Аббасидський халіфат разом із павликіанами розпочав наступ на Візантійську імперію, що триватиме до 863.
- Кирило та Мефодій прибули в Хозарію.